# Michelle Albert
Michelle Asha Albert es una médica estadounidense que es profesora de medicina en la Universidad de California en San Francisco (USCF). Albert es directora del Centro de la UCSF para el Estudio de la AdveRsiTy y Enfermedades Cardiovasculares (Centro NURTURE). Se desempeñó como presidenta de la Asociación de Cardiólogos Negros en 2021 y fue elegida presidenta de la Asociación Estadounidense del Corazón en 2022.

## Biografía
Albert pasó su primera infancia en Guyana. Creció con sus abuelos. Sus planes de carrera cambiaron después de que su abuelo murió repentinamente. Sus estudios sobre la esclavitud, sus experiencias en un país en desarrollo y la pérdida de su abuelo la inspiraron a convertirse en médica.  A la edad de quince años, su familia se mudó a Brooklyn .  Albert asistió a Haverford College , donde estudió química y se graduó a la edad de veinte años.  Asistió a la escuela de medicina en la Universidad de Rochester. Posteriormente,  se trasladó a la Escuela de Salud Pública TH Chan de Harvard, donde obtuvo una Maestría en Salud Pública.